# LGV Provence-Alpes-Côte d’Azur
Az LGV Provence-Alpes-Côte d’Azur, más néven LGV PACA vagy LGV Côte d’Azur egy tervezett kétvágányú, 25 kV 50 Hz-cel villamosított, nagysebességű vasútvonal Franciaországban, mely az LGV Méditerranée meghosszabbításaként épülne meg az ország délkeleti részén, Provence-Alpes-Côte d’Azur régióban, a Côte d’Azur (francia Riviéra) felé. Gyorsabb menetidőt biztosítana Monaco, Nizza, Cannes, Toulon és az ország északi része között, mint a 19. században megnyitott Marseille-Ventimiglia-vasútvonal. A projekt jelenleg nem rendelkezik finanszírozással, és legkorábban 2026 körül kezdődhetne meg az építkezés.

## A vonal
Három vonaljavaslat létezik Avignon, Aix-en-Provence, Toulon és Draguignan összekapcsolására:
- a legrövidebb útvonal Nizza és Avignon között épülne meg, ez jelentené a leggyorsabb párizsi csatlakozást, valamint komoly kihívást jelentene a légitársaságok számára
- az északi útvonal, mely a francia pole scientifique-t érintené a megépülő Cadarache állomás által, a párizsi vonatok számára időigényesebb lenne
- a Marseille-t és Toulon-t elkerülő vonal jelentené a leggyorsabb Marseille-Nizza útvonalat (1 óra 10 perc) és egyben a leghosszabb Párizs-Nizza útvonalat

A megépült LGV Perpignan-Figueres nagysebességű pálya összekapcsolása révén a Barcelona-Marseille utazási idő 3 óra 35 percre csökkenne.
További összeköttetések lennének érintettek a Földközi-tenger partján Barcelona, Montpellier, Marseille, Nizza és Genova között, valamint a Toulouse és Bordeaux felé vezető déli keresztirányú útvonal; az új vonal Marseille-t Genovával 3:15 alatt, Barcelonát pedig 3:35 alatt kötné össze (az LGV Perpignan-Figueres-nek köszönhetően).
A végleges útvonal-választási döntést és annak részleteit Jean-Louis Borloo francia környezetvédelmi miniszter 2009. június 30-án jelentette be, a leghosszabb útvonalat választva Marseille, Toulon és Nizza között.

## Ellentmondások
A projektről 2005. február 21. és július 8. között nyilvános vita folyt.
A projektet a helyi lakosság, különösen a különböző környezetvédelmi szervezetek nagymértékben ellenezték. Emellett a három érintett megye (Bouches-du-Rhône, Var és Alpes-Maritimes) érdekei miatt kialakult véleménykülönbségek is súrlódásokat okoztak. A helyi választott tisztségviselők jóváhagyták a projektet, és a három megye általános bizottságainak elnökei megállapodtak abban, hogy alternatív útvonalat javasolnak, hogy álláspontjaikat összeegyeztethessék.

## Előrelépés
A Conseil d'Orientation des Infrastructures (az Emmanuel Macron beiktatása után a franciaországi jövőbeli vasúti projektek vizsgálatára összehívott tanács) a Marseille és Nizza közötti új vonal előmozdítását javasolta prioritásként.

## Fordítás
- Ez a szócikk részben vagy egészben  a   LGV Provence-Alpes-Côte d'Azur című angol Wikipédia-szócikk ezen változatának fordításán alapul.  Az eredeti cikk szerkesztőit annak laptörténete sorolja fel. Ez a jelzés csupán a megfogalmazás eredetét és a szerzői jogokat jelzi, nem szolgál a cikkben szereplő információk forrásmegjelöléseként.